# Kilometer na uro
Kilometer na uro je izpeljana enota mednarodnega sistema enot za hitrost. Oznaka za enoto je km/h ali km·h−1. 

## Pretvorbe v druge enote
- 3,6 km/h ≡ 1 m·s−1, SI enota za hitrost, meter na sekundo
- 1 km/h ≈ 0,27778 m/s
- 1 km/h ≈ 0,62137 milj na uro (mph)